# Deplasmolyse
Als Deplasmolyse bezeichnet man den Vorgang, der eine Plasmolyse wieder rückgängig macht. Hierbei diffundiert Wasser in die Zelle, wodurch sich der Protoplast vergrößert und sich wieder an die Zellwand anlegt. Dadurch wird der Turgor wiederhergestellt, da ein Konzentrationsausgleich hergestellt wurde (die Konzentration der beiden Lösungen ist isotonisch). Dieser Vorgang ist nur so lange möglich, wie die so genannten Hecht'schen Fäden, die das Protoplasma mit den Tüpfeln der Nachbarzelle verbinden, in der Plasmolyse nicht abgetrennt wurden. Sind die Fäden getrennt, gilt die Zelle als tot und sie kann nicht mehr deplasmolysiert werden. Die Deplasmolyse hilft zum Beispiel anders als bei Tierzellen der Pflanzenzelle beim Überleben. Trocknen die Zellen von Pflanzen aufgrund von Wassermangel vergleichsweise stark aus, kann der Wasserverlust durch Deplasmolyse bei ausreichender Wasserversorgung wieder ausgeglichen werden.